# Mahmoud Maher Taha
Mahmoud Maher Taha (en arabe  محمود ماهر طه ), né le 21 décembre 1942 au Caire, est un égyptologue égyptien.

## Biographie
Il a obtenu son diplôme en égyptologie à l'université du Caire (département d'archéologie) en 1963 et a passé son doctorat dans le même domaine à l'université de Lyon en 1982.
Il a travaillé comme directeur général du centre d'information égyptologique. Il travaille depuis 1992 comme directeur général du centre de documentation et d'étude sur l'Égypte antique. 
Il est un membre d'honneur de l'association pour la sauvegarde du temple du Ramesséum. 
Il a travaillé pendant plus de quarante ans en Nubie et à Thèbes. 